# 美國保守派聯盟
美國保守派聯盟（American Conservative Union，ACU）是美國的一個保守主義政治團體，也是美國歷史最古老的保守派遊說集團。美國保守派聯盟每年根據政治人物的表現對他們的保守度進行評級，得分超過80%的政治人物被認為是ACU保守派。美國保守派聯盟也是保守政治行動會議的主辦單位。

## 外部連結
- 官方网站 （页面存档备份，存于）
- ACU Organizational Profile – National Center for Charitable Statistics (Urban Institute)
- ACU Foundation Organizational Profile – National Center for Charitable Statistics (Urban Institute)